# Arado Flugzeugwerke
Arado Flugzeugwerke va ser un fabricant d'aeronaus alemany, establert inicialment a Warnemünde com Flugzeugbau Friedrichshafen, va produir aeronaus basades en terra i hidroavions durant la Primera Guerra Mundial.

## Història
La seva empresa matriu, va cessar les operacions en acabar la Primera Guerra Mundial, per les restriccions a l'aviació alemanya del Tractat de Versailles. El 1921, la fàbrica va ser adquirida per Heinrich Lübbe, qui va reiniciar la construcció d'aeronaus per exportació, obrint una filial, Ikarus, a Iugoslàvia. Walter Rethel, treballant anteriorment a Kondor i a Fokker, va ser designats dissenyador en cap.
L'any 1925, l'empresa es va unir a Arado Handelsgesellschaft, empresa fundada pel industrial Hugo Stinnes Junior per cobrir el comerç il·legal amb equipament militar. Quan el 1933 el nou govern Nazi va arribar al poder a Alemanya, Stinnes va emigrar i Lübbe va prendre el control de l'empresa. Just abans d'això, Walter Blume, anteriorment a Albatros, va reemplaçar Rethel.
Arado va aconseguir aviat prominència com a proveïdor de la Luftwaffe amb l'Arado Ar 66, què va ser l'avió d'entrenament estàndard a la Segona Guerra Mundial. L'empresa també va produir alguns dels primers caces de la Luftwaffe, l'Ar 65 i l'Ar 68. L'any 1936, el RLM (Reichsluftfahrtministerium – Ministeri d'aviació del Reich) va insistir que, com a mostra de lleialtat, Lübbe s'hauria d'unir al partit Nazi. Quan va rebutjar, va ser arrestat i forçat a vendre l'empresa a l'estat. Va ser rebatejat com Arado Flugzeugwerke GmbH, i va ser col·locat sota la direcció d'Erich Serno, i Felix Wagenführ, un antic agent de l'IdFlieg, organisme que supervisava l'aviació alemanya a la Primera Guerra Mundial.
Quan Alemanya va envair Polònia, instigant la Segona Guerra Mundial, dos aeronaus Arado noves van augmentar el seu domini, el 
Ar 96, que va esdevenir l'avió d'entrenament majoritari de la Luftwaffe, i l'Ar 196 un hidroavió de reconeixement que es va convertir en l'equipament estàndard dels vaixells de guerra més grans alemanys. Malauradament per Arado, la majoria dels seus altres dissenys van ser ignorats a favor de productes més potents dels seus competidors, com l'únic bombarder pesant d'Alemanya durant la guerra, el Heinkel He 177, pel què Arado era el subcontractista primari. La més celebrada aeronau d'Arado durant la guerra va ser l'Ar 234, el primer bombarder a reacció del món en entrar en servei. Tot i que va arribar massa tard per canviar el resultat del conflicte, va marcar el camí a seguir.
Fins al seu alliberament l'abril de 1945 per l'exèrcit soviètic, 1.012 treballadores esclaves, majoritàriament dones jueves poloneses, de Freiburg, un sub-camp del camp de concentració de Flossenbürg, van treballar a la fàbrica d'Arado.
Arado també va construir sota llicència diverses versions del Focke Wulf Fw 190 i alguns dels seus components.
El 1945, l'empresa va ser dissolta.
El Ar 96 va continuar sent produït a Txecoslovàquia per Zlin durant molts anys després de la guerra amb el nom de C.2B.

## Llista d'aeronaus
- Arado L 1, avió esportiu
- Arado L II, avió esportiu
- Arado S I, avió d'entrenament civil
- Arado S III, avió d'entrenament civil
- Arado SC I, avió d'entrenament civil
- Arado SC II, avió d'entrenament civil
- Arado SD I, prototipus de caça
- Arado SD II, prototipus de caça
- Arado SD III, prototipus de caça
- Arado SSD I, prototipus d'hidroavió caça
- Arado V I – avió de línia
- Arado W 2 – hidroavió d'entrenament civil
- Arado Ar 64, caça biplà
- Arado Ar 65, Ar 64 remotoritzat per utilitzar com caça d'entrenament
- Arado Ar 66, avió d'entrenament / bombarder lleuger nocturn
- Arado Ar 67, prototipus de caça biplà
- Arado Ar 68, caça biplà
- Arado Ar 69, prototipus d'avió d'entrenament biplà, 1933
- Arado Ar 76, caça biplà / avió d'entrenament
- Arado Ar 77, avió d'entrenament / caça lleuger
- Arado Ar 79, avió civil / avió d'entrenament
- Arado Ar 80, prototipus de caça
- Arado Ar 81, prototipus biplà biplaça (1936)
- Arado Ar 95, hidroavió biplà patrulla costera / caça
- Arado Ar 96, avió d'entrenament
- Arado Ar 195, bombarder de torpedes embarcat
- Arado Ar 196, hidroavió embarcat de reconeixement marítim / patrulla costanera
- Arado Ar 197, biplà - derivat de l'Ar 68 per lluita naval
- Arado Ar 198, avió de reconeixement
- Arado Ar 199, hidroavió d'entrenament
- Arado Ar 231, prototipus d'aeronau de reconeixement d'ala plegable
- Arado Ar 232, transport
- Arado Ar 233, hidroavió, 1940
- Arado Ar 234 Blitz (Llampec), bombarder a reacció
- Arado Ar 240, caça pesant
- Arado Ar 296, avió d'entrenament, similar a l'Ar 96 però construït completament en fusta[2]
- Arado Ar 340, bombarder mitjà
- Arado Ar 396, avió d'entrenament
- Arado Ar 432, transport, similar a l'Ar 232 però construït amb metall i fusta[2]
- Arado Ar 440, caça pesant
- Arado Ar 532, transport, projecte cancel·lat

Els projectes de la Segona Guerra Mundial més importants sota el comandament del RLM:
- Arado E.240
- Arado E.300
- Arado E.310
- Arado E.340
- Arado E.370
- Arado E.371
- Arado E.375
- Arado E.377
- Arado E.377ª
- Arado E.380
- Arado E.381/I
- Arado E.381/II
- Arado E.381/III
- Arado E.385
- Arado E.390
- Arado E.395
- Arado E.396
- Arado E.401
- Arado E.430
- Arado E.432
- Arado E.433
- Arado E.440
- Arado E.441
- Arado E.470
- Arado E.480
- Arado E.490
- Arado E.500
- Arado E.530
- Arado E.532
- Arado E.555
- Arado E.560
- Arado E.561
- Arado E.580
- Arado E.581.4
- Arado E.581.5
- Arado E.583
- Arado E.625
- Arado E.632
- Arado E.651
- Arado E.654